# Свети Илия (Кърклино)
Вижте пояснителната страница за други значения на Свети Илия.
„Свети Илия“ (на македонска литературна норма: „Свети Илија“) е манастирска православна църква в битолското село Кърклино, югозападната част на Северна Македония. Част е от Преспанско-Пелагонийската епархия на Македонската православна църква – Охридска архиепископия.
Манастирът е разположен на височинка над селото. По време на Първата световна война, когато Кърклино е на самата фронтова линия, е разрушен. Възстановен е след войната.